# Саня Долежал
Саня Долежал (роденa на 9 май 1963) е хърватска певица и телевизионен водещ.
Тя е най-известна като член на поп-групата Novi fosili между 1984 и 1990 г., по време на пика на популярността на групата.
След края на певческата си кариера Долежал се появява в няколко телевизионни хостинг роли, преди началото на собственото си ежедневно ток шоу под името Саня, през 2004 година, на новосформирана частна телевизия. Саня продължава до лятото на 2006 година, когато то е спряно от ефир. Обсъждани са различни въпроси на ежедневието ѝ; в него са включени знаменитости и граждани.
В края на 2010 година тя се появява в хърватската телевизионна версия на „Денсинг старс“.

## Дискография

### Студийни албуми
- Нон-стоп плес (1993)
- Като при сън (1994)
- Plavuša (2000)

### Други песни
- Oбещай ми – дует с Ален Исламович (2011)